# Лісок (Золочівський район)
Лісо́к — село в Україні, у Буській міській громаді Золочівського району Львівської області. До 2020 року Лісок разом з селами Новосілки, Дунів та Кудирявці підпорядковувалися Новосілківській сільській раді. Нині ці села належать до Буської міської громади. Населення становить 360 осіб.

## Географія
Село Лісок розташоване за 46 км від обласного центру, 51 км від районного центру та 22 км від адміністративного центру міської громади. За 7 км знаходиться найближча залізнична станція Задвір'я. На схід від села Лісок розташоване село Кудирявці, на півдні — Новосілки, на заході — Убині, на північному заході — Неслухів, на півночі — Старий Милятин. Вздовж південної межі села лісок тече річка Думниця (притока Полтви). У південно-західній частині села річка Думниця утворює невеличкий став, з якого вона витікає і тече на схід до Кудирявців.

## Населення
У 1880 році тут мешкало 454 особи у гміні та 55 у маєтку.
На 1 січня 1939 року в селі мешкало 720 осіб, з них 440 українців-греко-католиків, 240 українців-римокатоликів, 30 поляків, 10 євреїв.
За даними всеукраїнського перепису населення 2001 року у селі мешкало 360 осіб.

### Мова
Розподіл населення за рідною мовою за даними перепису 2001 року був наступним:
| українська | 360 | 100,00 |

## Історія
Наприкінці XIX століття у селі діяла школа та каса позичкова з капіталом 482 злотих. Римо-католицька громада села (226 вірних) належали до парафії у Новому Милятині, а греко-католицька громада (283 вірних) належала до парафії у Новосілках. На північ від села розташовувалася цегельня.
У II Речі Посполитій самостійна сільська ґміна. З 1 серпня 1934 року, в межах реформи місцевого самоврядування у II Речі Посполитій, ґміна Ліско стала частиною міської ґміни Новий Милятин.

## Пам'ятки

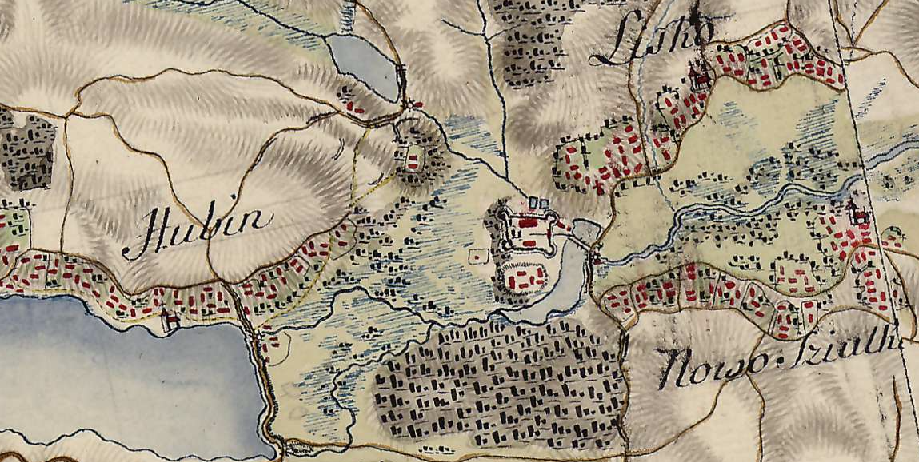
Замок-форт біля Лісок на мапі XVIII століття

- На території села Лісок був феодальний замок-форт, збудований ще за часів Русі, у IX столітті. У 1950—1960-х роках на місці колишнього замку ще існували залишки фундаментів, підвісного мосту, стайні та саду[11].
- Дерев'яна церква Собору Пресвятої Богородиці, збудована 1903 року. На південний-схід від неї розташована дерев'яна двоярусна дзвіниця[12][13]. Нині храм належить релігійній громаді української греко-католицької церкви парафії Собору Пресвятої Богородиці.
- При дорозі розташована недіюча костел-каплиця початку XX століття[14].

## Відомі люди
- Точилов Іван Іванович (22 травня 2004, с. Лісок — 29 березня 2023, Білогорівка, Луганська область) — український військовик, учасник російсько-української війни, старший сержант[15][16].

## Спорт
У 2019—2021 роках у чемпіонаті Золочівського району з футзалу брав участь місцевий ФК «Опришки».